# Dějiny Belize
Historie Belize sahá tisíce let do minulosti. Mayská civilizace se na území Belize rozšířila v letech 1500 až 1200 př. n. l. a vzkvétala až do roku okolo 1000 n. l. Několik ruin mayských památek, včetně Cahal Pech, Caracolu, Lamanai, Lubaantunu, Altun Ha a Xunantunichu, dokládá vyspělou civilizaci a větší hustotu osídlení. Prvními Evropany podnikajícími výpravy do této oblasti byli v 16. století španělští conquistadoři a misionáři, kterým se však nepodařilo nastolit koloniální vládu. V 17. století byla oblast zřídka navštěvována anglickými dřevorubci a piráty. První anglické osady zde byly založeny kolem roku 1716. V 18. století byla oblast Belize poznamenána častými konflikty mezi Brity a Španěly i příchodem afrických otroků.
Až roku 1862 se území dnešního státu Belize stalo britskou kolonií pojmenovanou Britský Honduras. Roku 1871 se Belize stalo korunní kolonií. Následně bylo přijato několik změn ústavy, které rozšiřovaly pravomoci zastupitelské vlády. Vnitřní samospráva byla kolonii udělena v lednu 1964 a v červnu 1973 se oficiální název kolonie změnil na Belize. Stát získal nezávislost 21. září 1981.

## Mayská civilizace

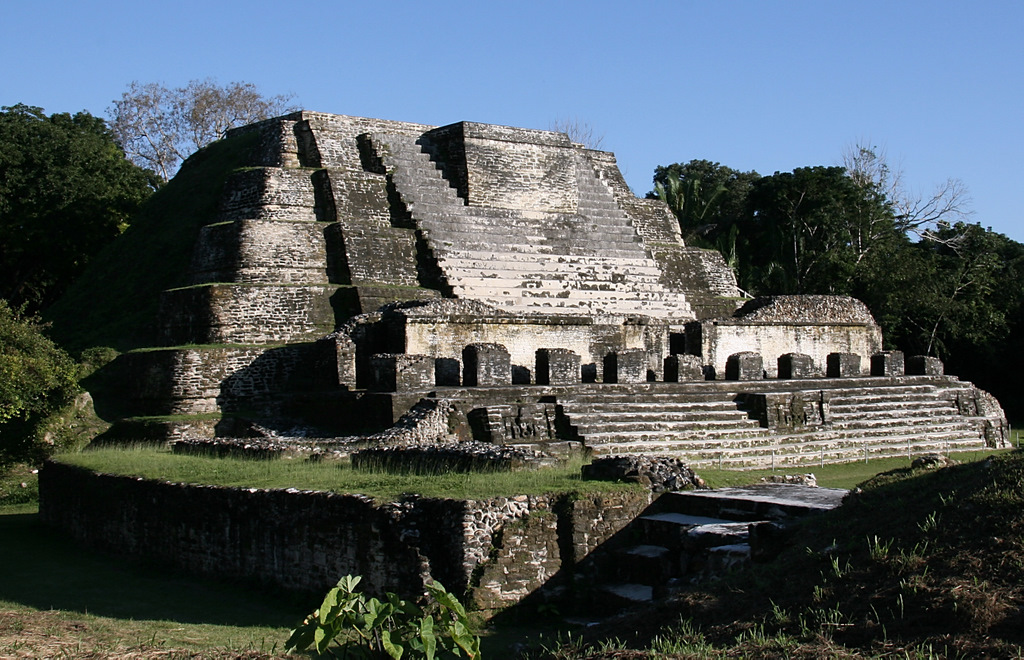
Mayský chrám v Altuh Ha

Mayská civilizace se objevila nejméně před třemi tisíci lety v nížinné oblasti Yucatánského poloostrova a ve výšinných oblastech na jihu, na území dnešního jihovýchodního Mexika, Guatemaly, západního Hondurasu a Belize. Mnoho aspektů této kultury přetrvává do současnosti, i přes více než 500 let evropské nadvlády. Přibližně před rokem 2500 př. n. l. se v této oblasti usadili skupiny lovců a sběračů žijící v malých zemědělských usedlostech. Tito lidé domestikovali některé plodiny, jako kukuřici, fazole, tykev a chilli papričky. V období mezi lety 2500 př. n. l. až 250 n. l. se objevily základní prvky Mayské civilizace. Vrchol této společnosti nastal během klasického období, které začíná okolo roku 250 n. l.
Centrální a jižní oblasti dominoval Caracol. Nápisy na místních monumentech jsou v nížinném mayském aristokratickém jazyce Ch'olti'.
Mayští zemědělci užívali různých zemědělských technik, včetně budování zavlažovacích systémů, vyvýšených polí a metody žďáření. Museli vyprodukovat dostatek potravin nejen pro sebe, ale i pro ostatní skupiny obyvatelstva, jako byli řemeslníci, obchodníci, válečníci a kněží. Kněží-astronomové koordinovali zemědělské a jiné sezónní aktivity s rituály pořádanými v ceremoniálních centrech. Kněží sledovali pohyby slunce, měsíce, planet a hvězd a vyvinuli složitý matematický a kalendářní systém pro koordinaci různých cyklů a k zaznamenávání konkrétních událostí na tesané stély.

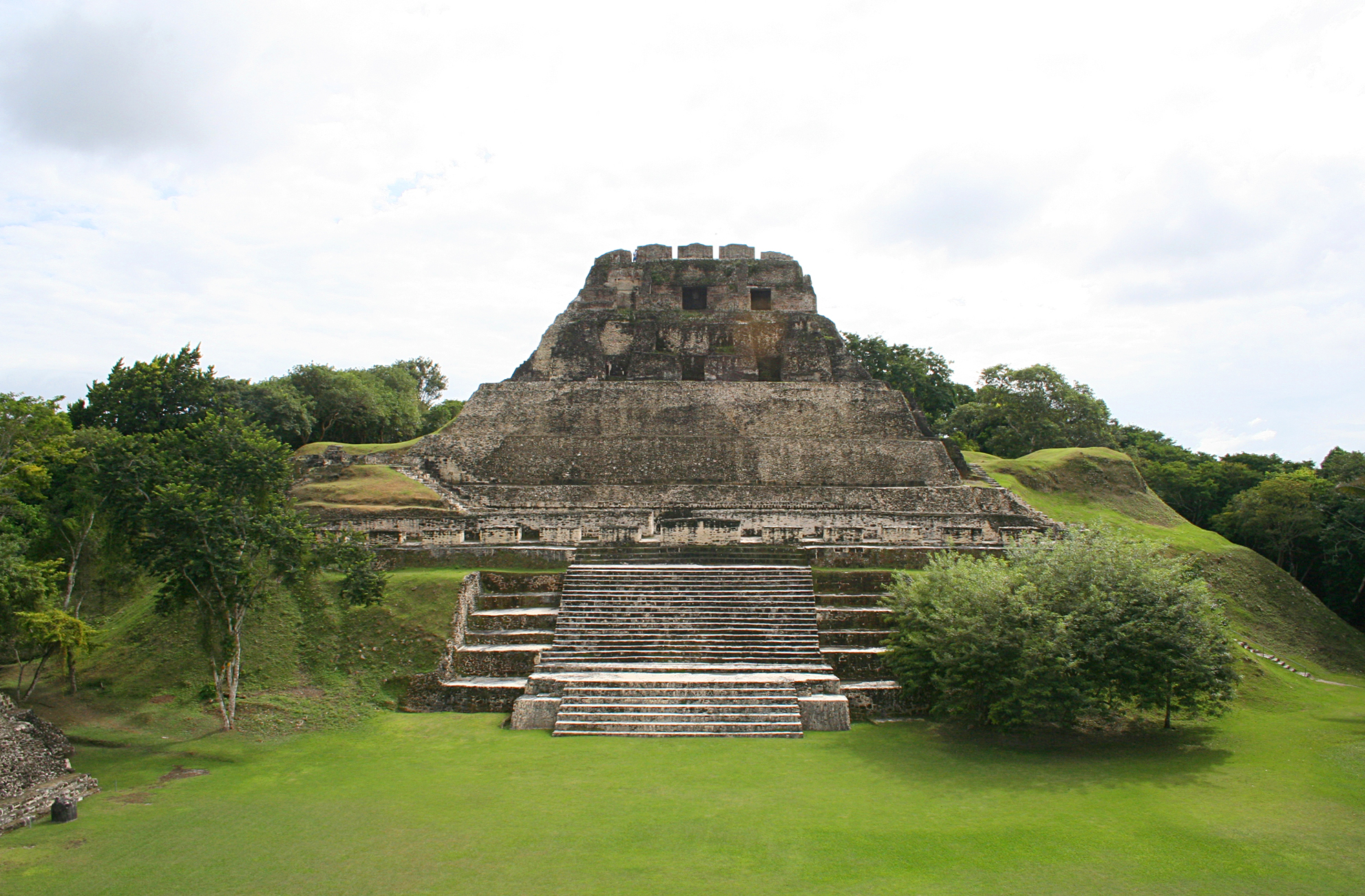
Pozůstatky Xunantunichu

Mayové byli zručnými hrnčíři. Zpracovávali také jadeit, opracovávali pazourek a vyráběli komplikované kostýmy z peří. Budovali rozsáhlé chrámy a paláce seskupované kolem náměstí. Tyto stavby byly postaveny z kamene, pokryty štukem a zdobeny komplikovanými motivy. Stylizované řezby a malby spolu s bohatě tvarovanými stélami a geometrickými vzory na budovách představují vysoce rozvinutý styl mayského umění.
Na území Belize se nachází důležité mayské osady z nejstaršího období, majestátní ruiny z klasické periody a příklady pozdně klasických ceremoniálních budov. Asi pět kilometrů západně od Orange Walk Townu se nachází Cuello, naleziště datované do období 2500 př. n. l. Sklenice, mísy a další nádoby, které zde byly nalezeny, patří k nejstarší keramice objevené na území dnešního Mexika a střední Ameriky. Cerros nacházející se v Chetumalském zálivu, bylo v letech 300 př. n. l. až 100 n. l. vzkvétající obchodní a obřadní centrum. Jeden z nejvýznamnějších vyřezávaných jadeitových artefaktů, hlava připisovaná slunečnímu bohu Kinich Ahau, byla nalezena v hrobce na sídlišti z klasického období Altun Ha, které se nachází třicet kilometrů severozápadně od Belize City. Dalšími mayskými centry nacházejícími se na území dnešního Belize byly Xunantunich a Baking Pot v distriktu Cayo, Lubaantun a Nimli Punit v distriktu Toledo a Lamanai distriktu Orange Walk.
Počet obyvatel žijících v oblasti dnešního Belize v klasickém období se odhaduje na 400 000 až 1 000 000. Lidé obdělávali téměř všechny kousky země, včetně pobřežních bažinatých oblastí. V 10. století došlo k zhroucení mayské společnosti. Přestala výstavba veřejných budov, administrativní centra ztratila svou moc a jak ekonomický i sociální systém ztrácel svou soudržnost snižoval se počet obyvatel. Někteří lidé i nadále obývali, či znovu osídlili místa jako Altun Ha, Xunantunich a Lamanai. Tato místa však přestala být obřadními a občanskými centry. Úpadek mayské civilizace není stále zcela vysvětlen. Více archeologů se dnes přiklání, že za úpadkem civilizace byl více než jediný faktor a také že k tomuto úpadku docházelo v jednotlivých regionech v různou dobu.

## Conquista a rané koloniální období

### Předkolumbovská mayská společnost a conquista
Když do oblasti v 16. a 17. století dorazili Evropané, žilo na území dnešní Belize stále mnoho Mayů. Archeologické a etnohistorické výzkumy potvrdily, že několik skupin Mayů žilo v Belize ještě v 16. století.
Španělé brzy po objevu nového území vyslali výpravy do Guatemaly a Hondurasu a v roce 1527 započali s conquistou Yucatánského poloostrova. Ačkoliv se Mayové postavili proti dobyvatelům na odpor, nemoci, které mezi ně zavlekli Španělé, zdevastovaly počty domorodého obyvatelstva a oslabily jeho obranyschopnost. V 17. století začali španělští misionáři s výstavbou křesťanských kostelů v mayských osadách s úmyslem obrátit místní obyvatelstvo na novou víru.
V 17. století se také rozmohlo pirátství v pobřežních oblastech. V roce 1642 a opět v roce 1648 piráti vyplenili sídlo španělské správy v oblasti jižního Yucatánu, Salamancu de Bacalar. Opuštění Bacalaru ukončilo španělskou kontrolu nad mayskými provinciemi v Chetumalu a Dzulunicobu. Až do roku 1729 zůstal Bacalar opuštěn.
Mezi lety 1638 až 1695 se Mayové žijící v oblasti Tipu těšili autonomii na španělské vládě. Ale v roce 1696 použili španělští vojáci Tipu jako základnu pro zpacifikování oblasti a podporovali zdejší misijní činnost. V roce 1697 Španělé dobyli Itzá, a roku 1707 násilně přesídlili obyvatele Tipu do oblasti poblíž jezera Petén Itzá. V době kdy se o oblast začali zajímat Britové, zaniklo politické centrum mayské provincie Dzuluinicob.

### Koloniální rivalita mezi Španělskem a Britským impériem
V 16. a 17. století se Španělsko pokoušelo o udržení monopolu v oblasti obchodu a kolonizace Nového světa, ale evropské mocnosti se o oblasti s potenciálem obchodu a nového osídlení začaly více zajímat. Tyto mocnosti se zapojily do pašování, pirátství a válek se snahou rozbít španělský monopol. V 17. století se o to pokoušelo především Nizozemsko, Anglie a Francie.
Na počátku 17. století začali angličtí korzáři s těžbou kampeškového dřeva v oblasti jihovýchodního Mexika a Yucatánského poloostrova, které se používalo na výrobu textilního barviva. Korzáři také začali používat pobřeží jako svou základnu pro útoky na španělské lodi. V 50. a 60. letech 17. století přestali korzáři s drancováním španělských lodí a začali s těžbou dřeva. Přesto korzáři nezakládali trvalé osídlení. Tento přechod k těžbě podpořila ještě více smlouva z roku 1667, ve které se mocnosti dohodly na potlačování pirátství.
První trvalé britské osídlení na území dnešní Belize bylo založeno v 10. letech 18. století v Cayo Cosina. V zimě 1717 až 1718 v belizských vodách operoval známý pirát Černovous, který v dubnu 1718 zajal šalupu Adventure s nákladem dřeva a donutil jejího kapitána Davida Herriota, aby se k němu připojil. Černovous poté jmenoval kapitánem Adventure Israela Handse, který poté započal s plavbou do Severní Karolíny.
Konflikt mezi Španělskem a Británii o právo na kácení dřeva a osídlení oblasti i nadále pokračoval. Během 18. století španělské síly útočily na britské osadníky kdykoliv byly obě mocnosti ve válce. Španělé však nikdy oblast trvale neosídlili a Britové se vždy po útocích do svých sídel vrátili. Pařížská smlouva z roku 1763 přiznala Britům právo na těžbu dřeva, ale zároveň prosazovala španělskou suverenitu nad touto oblastí. Když roku 1779 vypukla válka, byly britské osady opuštěny a to až do podpisu Versaillské smlouvy v roce 1783, která opětovně umožňovala Britům těžbu dřeva v této oblasti. Nicméně v té době již obchod s kampeškovým dřevem upadal a do popředí se dostával obchod s honduraským mahagonem (Swietenia macrophylla).

### Počátky samosprávy

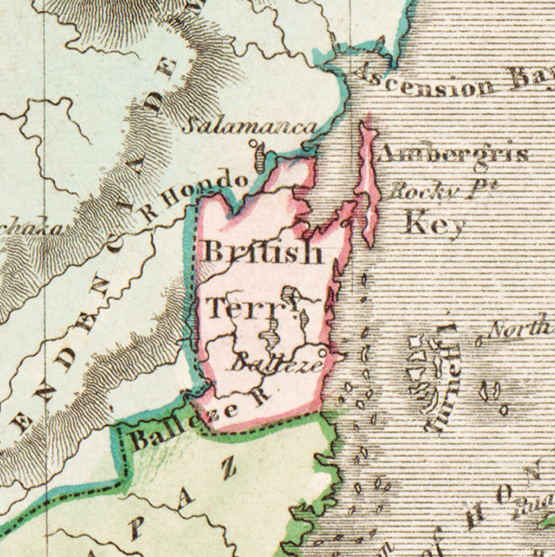
Mapa Belize od Daniela Lizarse z roku 1831

Britové přesto z obav ze španělské reakce zde nezřídili svou formální vládu. Osadníci si začali volit soudce ze své vlastní iniciativy, aby již roku 1738 ustanovili zvykové právo. V roce 1765 byla tato nařízení kodifikována a rozšířena do tzv. Burnabyho zákoníku. Když se roku 1784 začali osadníci vracet do této oblasti, byl plukovník Edward Marcus Despard jmenován superintendantem, který dohlížel na osídlení v Belize v oblasti Honduraském zálivu. Londýnská úmluva z roku 1786 umožnila britským osadníkům těžit dřevo. Španělsko si i nadále zachovalo územní suverenitu.
Poslední útok Španělů na britské osídlení, bitva u St. George's Caye, se udála roku 1796. Britové španělský útok odrazili a tak skončil poslední pokus Španělska ovládnout toto území či vytlačit britské osadníky.
Přes smlouvy zakazující místní samosprávu a plantážnictví, obě činnosti zde vzkvétaly. Na konci 18. století relativně bohatá oligarchie mezi osadníky kontrolovala politicko-ekonomický chod britských osad. Tito osadníci vlastnili asi čtyři pětiny dostupné půdy a vlastnili také asi polovinu otroků, kontrolovali vývoz i dovoz, velkoobchod i maloobchod. Určovali také výši daní. Skupinu soudců, kterou si zvolili ze svých řad, měla výkonnou i soudní pravomoc.
Situace se změnila v okamžiku, kdy dřívější španělská území okolo Belize se stala nezávislými státy, a to Mexikem a Federativní republikou Střední Ameriky. Mexiko bylo Británií oficiálně uznáno roku 1825 a roku 1826 se vzdalo jakýchkoliv svých nároků vůči Belize. Krátce poté belizská kreolská elita přišla s legendou, která podporovala údajnou britskou minulost Belize. Podle ní korzár skotského původu Peter Wallace založil nejpozději roku 1638 v Belize osadu a pojmenoval ji Belize River.

### Otroctví v Belize (1794–1838)
Nejstarší zmínka o afrických otrocích v britských osadách se objevila ve zprávách španělského misionáře z roku 1724. Tato zpráva uvádí, že Britové v nedávné době začali s dovozem otroků z Jamajky, Bermud a středoamerických britských koloniích. O sto let později čítala populace otroku přibližně 2 300 lidí. Mnoho z těchto otroků se narodilo v Africe a mnozí z nich si zpočátku udržovali etnickou identitu a své kulturní zvyky. Postupně se však otroci asimilovali a vytvořili novo kreolskou kulturu.
Otroctví bylo nejdříve spojeno s těžbou dřeva, neboť smlouvy mezi mocnostmi zakazovaly plantážnictví. Osadníci tak potřebovali pouze jedno či dva otroky na kácení stromů, ale jak se obchod se dřevem postupně v 18. století soustředil na honduraský mahagon, osadníci potřebovali více peněz, půdy i otroků, které využívali pro více druhů práce. Další otroci pracovali jako domácí sluhové, námořníci, kováři. zdravotní sestry a pekaři. I když zde otroci zpočátku nepracovali na plantážích, i zde s nimi bylo často hrubě zacházeno. V 18. století mnoho otroků uprchlo na Yucatánský poloostrov, a na počátku 19. století utíkali do Guatemaly a Hondurasu.
Jednou z cest, jak si osadníci, kteří byli v menšině, udržovali kontrolu, bylo oddělení otroků od rostoucí populace svobodného kreolského lidu, kterým byla udělena určitá privilegia. Ačkoliv byli někteří z Kreolů právně svobodní, jejich ekonomická aktivita a hlasovací práva byla omezena. Jejich určité výsady však vedly mnoho svobodných černochů ke zvýšení jejich loajality vůči britským zvyklostem.
Zákon o zrušení otroctví v britských koloniích z roku 1833 měl zabránit drastickým společenským změnám prostřednictvím emancipace otroků během přechodného pětiletého období zavedením systému tzv. učňovského vzdělávání. Po roce 1838 bývalí držitelé půdy pokračovali i nadále v ovládání většiny země tím, že bývalým otrokům znemožnili přístup k půdě a omezili jejich ekonomickou svobodu.

### Emigrace lidu Garífuna
Ve stejné době, kdy se osady potýkaly s důsledky zákazu otroctví, objevila se nová etnická skupina Garífuna. Na počátku 19. století se v osadách objevili příslušníci lidu Garífuna, kteří byli potomky Karibů z Malých Antil a Afričanů, kteří dříve uprchli z otroctví. Lid Garífuna odolával britským i francouzským koloniálním snahám až do své porážky od Britů roku 1796. Poté, co Britové potlačili násilné povstání Garífunů na ostrově Svatý Vincenc, jich následně přesídlili mezi 1 700 až 5 000 napříč Karibikem na Islas de la Bahía. Odsud emigrovali do Nikaraguy, Hondurasu, Guatemaly a do jižní části Belize. Do roku 1802 se jich okolo 150 usadilo v oblasti Stann Creeku, dnešní Dangriga, a zabývali se rybolovem a zemědělstvím.
Další příslušníci tohoto etnika přišli do Belize roku 1832 z Hondurasu poté, co se ocitli na špatné straně v občanské válce. Mnoho mužů pak našlo práci po boku otroků při těžbě mahagonu. V roce 1841 byla Dangriga prosperující osadou. Americký cestoval John Stephens popsal garífunskou vesnici Punta Gorda jako místo o 500 obyvatelích, kteř pěstují širokou škálu ovoce a zeleniny.
Britové se ke Garífunům chovali jako ke squatterům. V roce 1857 jim bylo sděleno, že musí získat nájmy svých pozemků od koruny nebo o své pozemky přijdou. Vyhláška o korunních zemích (Crown Lands Ordinance) z roku 1872 stanovila rezervace určené Garífunům i Mayům. Oběma skupinám bylo znemožněno vlastnit pozemky a bylo s nimi zacházeno pouze jako s hodnotným zdrojem pracovní síly.

### Ústavní vývoj (1850–1862)

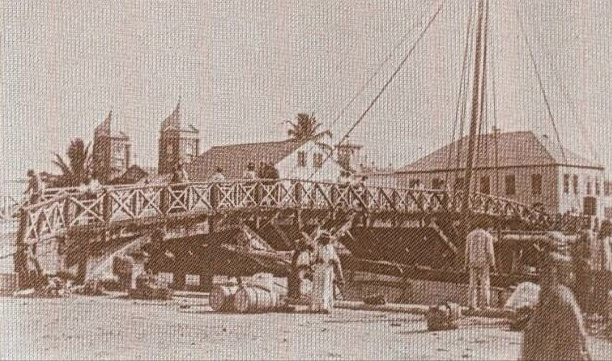
Město v Belize, 1859

V 50. letech 19. století bujel mocenský boj mezi superintendantem a plantážníky, jež se shodoval s událostmi, které probíhaly v mezinárodní diplomacii a přinesl zásadní ústavní změny. V Clayton-Bulwerově smlouvě z roku 1850 se Británie a USA dohodly na podpoře výstavby kanálu ve střední Americe a že nebudou kolonizovat žádnou část střední Ameriky. Britská vláda si klauzuli o kolonizaci vykládala tak, že se vztahuje pouze na budoucí kolonizace. Ale Spojené státy americké trvaly na tom, že má Británie oblast opustit, a toto tvrzení nabralo na síle především po roce 1853, kdy expanzionistická politika Franklina Pierce vystřídala Monroeovou doktrínu. Británie se vzdala nároků na Islas de la Bahía a nikaragujské Pobřeží Moskytů. V roce 1854 však Británie vypracovala formální ústavu zakládající legislativu pro její držení osad na území dnešního Belize.
Zákonodárné shromáždění založené roku 1854 mělo sestávat z osmnácti volených členů, z nichž každý měl mít majetek minimálně 400 liber šterlinků. Shromáždění mělo mít také tři úředníky jmenované superintendantem. Superintendant mohl shromáždění kdykoliv rozpustit nebo odložit, stejně jako mohl přijmout či zamítnout přijaté zákony. Tato situace vedla k tomu, že shromáždění bylo spíše diskusní skupinou než místem, kde by byla přijímána důležitá rozhodnutí. Skutečnou politicko-správní mocí se proto stal Koloniální úřad v Londýně. Tento posun v moci byl posílen v roce 1862, kdy bylo osídlení Belize na pobřeží Honduraského zálivu přeměněno na britskou kolonii Britský Honduras a zástupce koruny byl povýšen na viceguvernéra, jež byl podřízen guvernérovi Jamajky.
V roce 1853 se nová americká vláda pokusila Británii přimět, aby opustila Belize. Dallas-Clarendonova smlouva z roku 1856 uznala území Belize náležející Británii. Na jihu tvořila hranici s Guatemalou řeka Sarstoon. Anglo-guatemalská smlouva z roku 1859 ustanovila západní hranici a dočasně urovnala otázku nároků Guatemaly na belizské území. V té době nebyla definována pouze severní hranice s Mexikem.

## Britský Honduras

### Mayská imigrace a konflikt
Když na konci 18. století Britové upevnili své osídlení v oblasti a pronikli hlouběji do nitra země při hledání honduraského mahagonu, narazili na odpor Mayů. Ve 2. polovině 19. století však kombinace vnitřních i vnějších událostí předefinovala postavení Mayů. Během kastovní války na Yucatánu, snížily ničivé boje v letech 1847 až 1855 počet obyvatel této oblasti na polovinu a tisíce lidí uprchlo do britských osad. Ačkoliv zde nebylo Mayům umožněno vlastnictví půdy, byla většina uprchlíků drobnými farmáři, kteří až do poloviny 20. století pěstovali značné množství plodin.

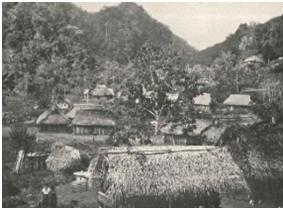
Mayská vesnice v Belize

Jedna skupina Mayů vedená Marcosem Canulem zaútočila roku 1866 na mahagonový tábor na řece Bravo. Později toho roku Mayové porazili britské jednotky vyslané ze San Pedra. Na počátku roku 1867 vpochodovali britské jednotky na území s mayským osídlením a ve snaze je vyhnat zničili jejich vesnice. Poslední velkou bitvou byl neúspěšný útok Mayů na Orange Walk v roce 1872.
V 80. a 90. letech 19. století skupiny Mopanů a Kekchiů uprchli z nucených prací v Guatemale a usadili se na jihu Britského Hondurasu. V rámci politiky nepřímé správy, je spojoval systém volených Alcades (starostů) s koloniální správou. Ačkoliv odlehlost jejich sídel zapříčinila, že obě etnické podskupiny Mayů byli méně asimilovaní než Mayové žijící na severu, kde žili mestici. Na konci 19. století se vytvořili etnické vzorce, které zůstaly nedotčeny po celé 20. století. Žili zde protestanti převážně afrického původu, kteří hovořili buď anglicky nebo kreolsky, jež žili ve městě Belize. Dále zde byli římskokatoličtí Mayové a mestici, kteří mluvili španělsky a žili především na severu a západě. Byli zde také lidé z etnika Garífuna, kteří byli římskokatolického vyznání, hovořili anglicky, španělsky či vlastním jazykem a žili především na jižním pobřeží.

### Formální ustanovení kolonie (1862–1871)

Vlajka Britského Hondurasu používaná v letech 1919 až 1981

Z velké části v důsledku nákladných vojenských výprav proti Mayům vzrostly náklady na správu nové kolonie, v době, kdy byla ekonomika v těžké depresi. Velcí vlastníci půdy a obchodníci ovládli Zákonodárné shromáždění, které rozhodovalo o příjmech a výdajích kolonie. Někteří z těchto vlastníků půdy byli také zapojeni do obchodu, ale jejich zájmy se lišili od obchodníků. První skupina protestovala proti zdanění půdy a upřednostňovala zvyšování dovozních cel, druhá skupina prosazovala opak.
Obchodníci ve městě se navíc cítili relativně bezpečně před útoky Mayů a nebyli ochotní přispívat na ochranu mahagonových táborů, zatímco vlastníci půdy se domnívali, že by neměli být povinni platit daně z pozemků, kterým byla poskytována nedostatečná ochrana. Tyto protichůdné názory vedly k patové situaci v Zákonodárném shromáždění, které tak nebylo schopné zajistit dostatečné příjmy. Bez schopnosti se mezi sebou domluvit, vzdali se členové shromáždění svých funkcí a požádali o ustanovení přímé britské vlády výměnou za zajištění větší bezpečnosti v kolonii. Nová ústava byla slavnostně představena v dubnu 1871 a novým zákonodárným orgánem se stala Legislativní rada.
Podle ústavy z roku 1871 vládl Britskému Hondurasu viceguvernér a Legislativní rada, která se skládala z pěti úředníků a čtyř neúředních členů. Tyto ústavní změny tak potvrdily a dokončily změny místní formy politicko-ekonomické moci, která se postupně vyvíjela během předchozích padesáti let. Tato změna přesunula moc ze staré oligarchie do Koloniálního úřadu v Londýně a zasedacích místností britských společností.

### Koloniální řád (1871–1931)

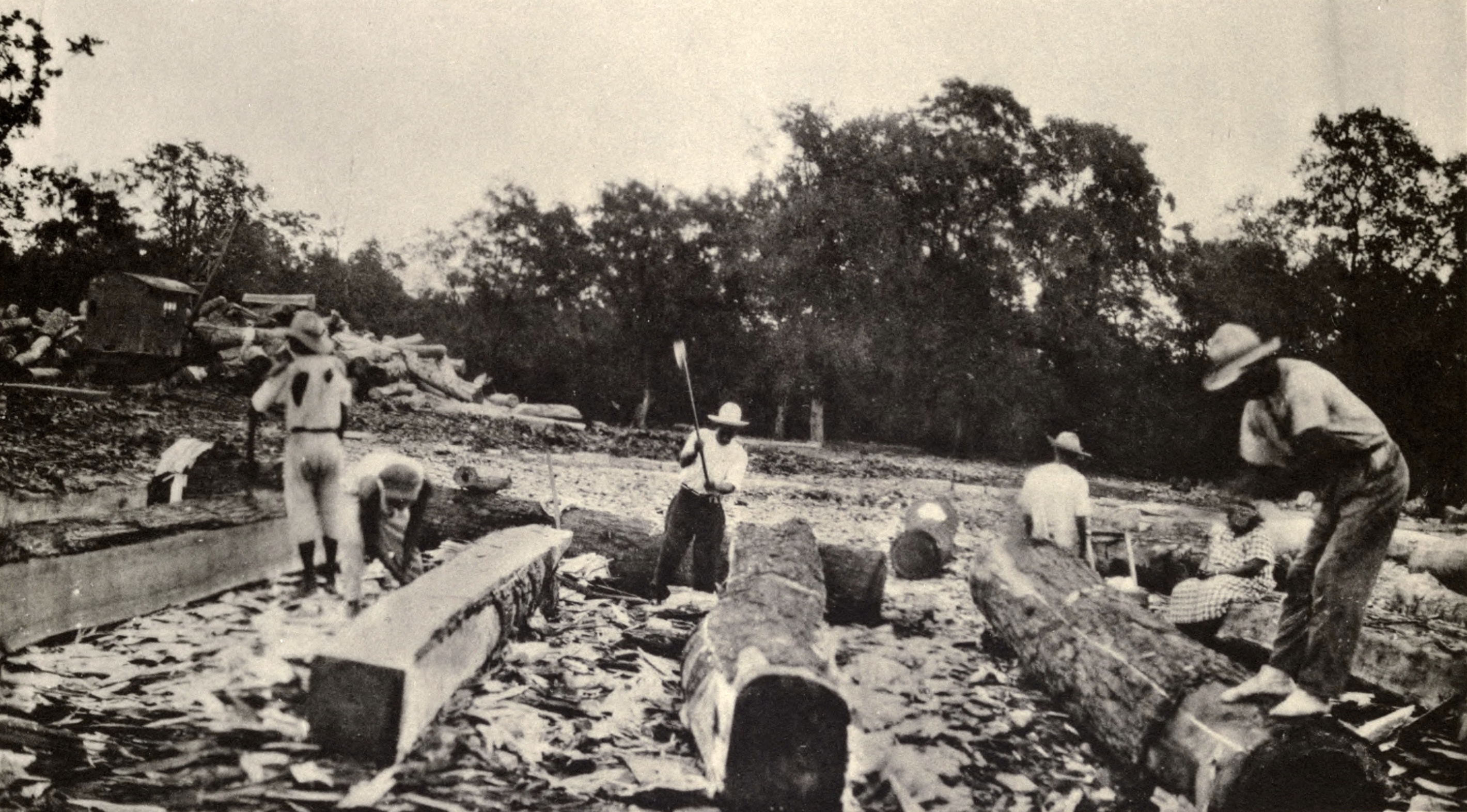
Muži pracující v mahagonovém průmyslu, kolem roku 1936

Kontrola půdního fondu lesnickým průmyslem a jeho vliv na koloniální rozhodování zpomalily rozvoj zemědělství a diverzifikaci ekonomiky. Ačkoliv měla kolonie rozsáhlá řídce osídlená území s nevyužívanou půdou, bylo vlastnictví půdy ovládáno malým evropským monopolem, který mařil rozvoj kreolské statkářské třídy. Existovaly však výjimky, například Isaiah Emmanuel Morter, potomek bývalých otroků, nashromáždil rozsáhlé pozemky banánových a kokosových plantáží.
Vlastnictví půdy se ještě více konsolidovalo během ekonomické krize v polovině 19. století. Mezi hlavní následky krize patřil pokles staré třídy osadníků, rostoucí konsolidace kapitálu a zintenzivnění britského vlastnictví půdy. Převládajícím vlastníkem půdy se stala British Honduras Company (později přejmenovaná na Belize Estate and Produce Company). V té době měla společnost ve vlastnictví přibližně poloviny soukromých pozemků v kolonii.
Koncentrace a centralizace kapitálu znamenala, že ekonomický směr kolonie byl určován především Londýnem. Signalizovalo to také soumrak staré osadnické elity. Kolem roku 1890 většina obchodu v kolonii byla v rukou skotských a německých obchodníků, kteří byli většinou nově příchozími. Evropská menšina měla v koloniální politice velký vliv, částečně proto, že měla zaručené zastoupení v plně jmenované Legislativní radě. V roce 1892 jmenoval guvernér do rady několik Kreolů, ale bělochům zůstala v radě většina.
Přes převládající stagnaci koloniální ekonomiky i společnosti po většinu začátku 20. století, začala pozvolná změna. Obchod s mahagonovým dřevem nadále upadal a snahy o rozvoj plantážnictví selhaly. Krátké oživení lesnického průmyslu na počátku 20. století bylo způsobeno novou poptávkou USA po lesnických produktech. Vývoz chicle získávaného ze zapoty obecné, která byla využívána při výrobě žvýkaček v 80. letech 19. století oživil ekonomiku. Kolem roku 1900 nastal také krátkodobý rozmach obchodu s mahagonem v reakci na rostoucí poptávku po dřevě ve Spojených státech amerických, ale bezohledné využívání lesů bez jejich jakékoliv ochrany či opětovného zalesňování brzy vyčerpalo zdroje.
Kreolové, kteří měli dobré spojení na americké podniky, zpochybnili tradiční politicko-ekonomické spojení s Británií, protože obchod s USA rostl. V roce 1927 nahradili v Legislativní radě kreolští obchodníci zástupce britských vlastníků půdy, s výjimkou manažera Belize Estate and Produce Comapny. Účast kreolské elity na politickém dění v kolonii byla důkazem objevujících se společenských změn, které byly do značné míry zakryty stagnací ekonomiky.

### Počátky moderní politiky (1931–1954)
Velká hospodářská krize rozbila místní ekonomiku a nezaměstnanost rychle vzrostla. Navíc bylo Belize dne 10. září 1931 poničeno hurikánem, který zabil více než tisíc lidí. Britská pomoc kolonii byla zdlouhavá a nedostatečná. Britská vláda využila situace k zavedení přísnější kontroly nad kolonií a dala guvernérovi pravomoc přijímat zákony v mimořádných situacích. Díky svých kontaktům v Britském Hondurasu i Londýně, společnost Belize Estate and Produce Comapny krizi přežila.
V té době bylo s pracovníky v mahagonovém průmyslu zacházeno téměř jako s otroky. Zákon upravující pracovní právo Masters and Servants Act z roku 1883 stanovil, že je trestné, aby dělník porušil pracovní smlouvu. V roce 1931 odmítl guvernér John Burdon návrhy na uzákonění odborů a zavedení minimální mzdy a nemocenského pojištění. Roku 1934 odpověděla nejchudší část společnosti řadou demonstrací, stávek, peticí a nepokojů, které byly předzvěstí změny politiky a zrodu hnutí za nezávislost. Různé rebelie a stávky se objevovaly již dříve, ale ty ze 30. let 20. století vedly ke vzniku organizací s jasnými průmyslovými a politickými cíli. Antonio Soberanis Gómez a jeho kolegové z Asociace dělníků a nezaměstnaných zaútočili na guvernéra a jeho úředníky, bohaté obchodníky a Belize Estate and Produce Company, přičemž formulovali své požadavky v širokém morálním i politickém smyslu, na jejichž základě se začala definovat a rozvíjet nová nacionalistická a demokratická politická kultura.

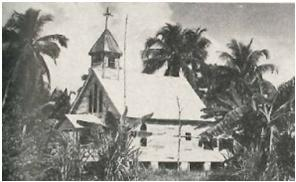
Starý katolický kostel ve Stann Creeku, 1945

Největšími úspěchy jež hnutí dosáhlo byly pracovní reformy přijaté v letech 1941 až 1943. Odbory byly legalizovány roku 1941 a roku 1943 bylo porušení pracovní smlouvy odstraněno z trestního zákoníku. Všeobecná dělnická unie zaregistrovaná roku 1943 se rychle rozšířila po celé zemi a poskytovala zásadní podporu Nacionalistickému hnutí, které roku 1950 zahájilo formování Lidové sjednocené strany (LSS).
Ve stejné době došlo také k rozšíření voličské způsobilosti. V roce 1945 bylo registrováno pouze 822 voličů v populaci čítající více než 63 000 lidí. V roce 1954 bylo volební právo rozšířeno na všechny gramotné dospělé. Zavedení družstevních záložen a družstev po roce 1942 postupně zvyšovalo ekonomickou a politickou moc Mayů a méně bohatých lidí v zemi.
V prosinci 1949 guvernér devalvoval britský honduraský dolar navzdory názoru Legislativní rady. Tento čin urychlil vznik hnutí za nezávislost Belize. Počínání guvernéra rozhněvalo nacionalisty protože se ukázala limity zákonodárců a skutečný rozsah koloniální správy. Devalvace rozzlobila i dělníky, protože chránila zájmy velkých nadnárodních společností a zvýšila ceny za zboží. Nespokojenost tak vedla ke spojení dělnické třídy, nacionalistů i kreolské střední třídy v opozici proti koloniální správě. V noci, kdy guvernér vyhlásil devalvaci, byl vytvořen lidový výbor a pomalu vznikající hnutí za nezávislost bylo dotvořeno.
Mezi lety 1950 a 1954 Lidová sjednocená strana, která vznikla po rozpuštění Lidového výboru dne 29. září 1950, upevnila svou organizaci, založila svou základnu a formulovali své primární požadavky. V lednu 1950 pořádaly Všeobecná dělnická unie a Lidový výbor společná veřejná setkání a projednávaly otázky týkající se devalvace, pracovní legislativy a ústavní reformou.
Lidová sjednocená strana se soustředila na agitaci za ústavní reformy, včetně všeobecného volebního práva pro dospělé bez testu gramotnosti, zavedení ministerského systému a zrušení části guvernérových pravomocí. Koloniální správu znepokojovala rostoucí podpora LSS. Během dvou let se LSS navzdory pronásledování a rozdělení, stala mocnou politickou silou a vůdcem strany se stal George Price.
Koloniální správa a Národní strana, která se skládala z loajálních členů Legislativní rady, líčili Lidovou sjednocenou stranu jako proguatemalskou a dokonce jako komunistickou. Představitelé strany však považovali Belize za nepatřící k Británii ani ke Guatemale. Guvernér ani Národní strana neuspěly ve svých pokusech o diskreditaci LSS. V prvních volbách s rozšířeným voličským právem, které se konaly 28. dubna 1954, jejichž hlavním tématem byla otázka kolonialismu, hlasovalo téměř 70 procent voličů. Lidová sjednocená strana v těchto volbách získala 66,3 procent hlasů a získalo osm z devíti volených křesel v novém Zákonodárném shromáždění. Výsledky voleb tak předpověděly další ústavní reformu.

### Dekolonizace a pohraniční spory s Guatemalou

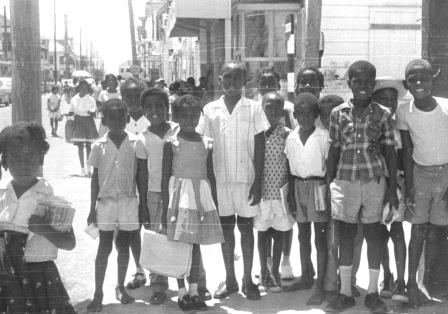
Skupina školáků, Belize, 1964

Při cestě k nezávislosti čelil Britský Honduras dvěma překážkám, a to britské neochotě umožnit místním obyvatelům vládnout si samy, která přetrvávala až do 60. let 20. století, a dlouhodobé nároky Guatemaly na celé jeho území, kdy Guatemala opakovaně vyhrožovala, že k převzetí Britského Hondurasu použije sílu. V roce 1961 souhlasila Británie s osamostatněním se kolonie. Téhož roku začaly obnovené vyjednávání mezi Británií a Guatemalou, ale zvolení zástupci Britského Hondurasu se jich neúčastnili. George Price odmítl, aby byl Britský Honduras přidruženým státem Guatemaly a zopakoval svůj cíl vést kolonii k nezávislosti.
V roce 1963 Guatemala přerušila rozhovory a ukončila diplomatické vztahy s Británií. Začala rozhovory s Britským Hondurasem, ale ty na přelomu 60. a 70. let 20. století náhle přerušila. Od roku 1964 měla Británie vliv pouze na obranu, zahraniční politiku, vnitřní bezpečnost a podmínky veřejné služby. V roce 1973 se název kolonie změnil na Belize.
V roce 1975 se belizská a britská vláda, frustrovaná z jednání s Guatemalou, ve které vládl vojenský režim, dohodly na nové strategii, která by umožnila sebeurčení země na různých mezinárodních úrovních. Vláda Belize měla poct, že získáním mezinárodní podpory by mohla posílit svou pozici a oslabit nároky Guatemaly. Belize tvrdila že Guatemala zmařila legitimní požadavky země na zisk nezávislosti a že Guatemala prosazuje irelevantní nárok a maskuje tak své vlastní koloniální ambice tím, že se pokouší prezentovat spor jako snahu o opětovné získání území, které ztratila kvůli koloniálním mocnostem.
Mezi lety 1975 a 1981 představili belizští vůdci své důvody pro sebeurčení na schůzce představitelů států Commonwealthu, na konferenci ministrů Hnutí nezúčastněných zemí a na zasedání OSN. Vlády zemí Latinské Ameriky zpočátku podporovaly Guatemalu. V letech 1975 až 1979 však Belize získala podporu Kuby, Mexika, Panamy a Nikaraguy. Nakonec, v listopadu 1980, se Guatemala ocitla v úplné izolaci a OSN přijala rezoluci požadující nezávislost Belize.
V roce 1981 byl učiněn poslední pokus o dosažení dohody s Guatemalou, ale guatemalská vláda odmítla dohodu ratifikovat a ustoupila od jednání. Mezitím se v Belize konaly násilné demonstrace a byl vyhlášen výjimečný stav. Opozice však nemohla nabídnou žádné alternativy. Nezávislost Belize získala dne 21. září 1981, aniž by bylo dosaženo dohody s Guatemalou.

## Nezávislost
S Pricem v čele vyhrávala Lidová sjednocená strana všechny volby až do roku 1984. Ve volbách v roce 1984, které byly prvními volbami po vyhlášení nezávislosti, vyhrála Sjednocená demokratická strana s předsedou Manuelem Esquivelem, který nahradil Price ve funkci předsedy vlády. Price se k moci dostal znovu po volbách v roce 1989. V roce 1992 byla nezávislost Belize formálně uznána prezidentem Guatemaly. Následujícího roku Spojené království oznámilo, že ukončí své vojenské působení v Belize. Všichni britští vojáci byli z Belize staženi v roce 1994, kromě malého kontingentu vojáků, kteří zůstali kvůli výcviku belizských jednotek.

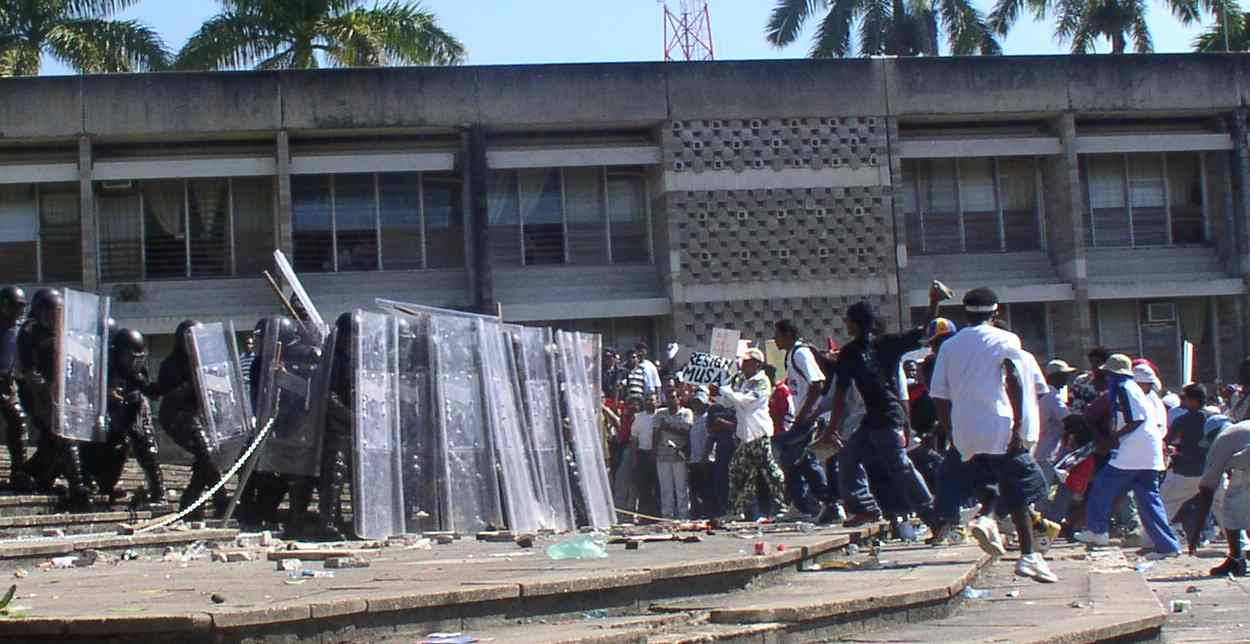
Protesty v Belize v roce 2005

Během voleb v roce 1993 opět uspěla Sjednocená demokratická strana a Esquivel se opět stal premiérem. Brzy po svém nástupu do funkce zrušil pakt uzavřený s Guatemalou jeho předchůdcem v úřadu s tím, že Price učinil příliš mnoho ústupků Guatemale, aby získal guatemalské uznání státu. Pakt měl vyřešit více než sto let se táhnoucí spor o hranice mezi oběma zeměmi. Tyto spory tak pokračovaly až do počátku 21. století přestože obě země v jiných oblastech spolupracovaly.
Lidová sjednocená strana dosáhla drtivého vítězství ve volbách v roce 1998 a předseda strany Said Musa se stal předsedou vlády. Většinu si strana udržela i ve volbách v roce 2003 a Musa zůstal premiérem. Musa se zavázal zlepšit životní podmínky v málo rozvinuté a do značné míry nepřístupné jižní oblasti Belize.
V roce 2005 v Belize propukly nepokoje způsobené nespokojeností s vládou, včetně zvyšování daní. Dne 8. února 2008 se stal předsedou vlády první černoch, jímž byl Dean Barrow ze Sjednocené demokratické strany.